# ブナガヤ
ブナガヤは、沖縄県に伝わる妖怪。

## 概要
普段は川底に住み、保護色によって姿を隠しており、人間と関り合いになることはあまりない。
人間の子供が誤ってブナガヤの手を踏んでしまうと、その手にブナガヤ火（ブナガヤび）と呼ばれる火をつける。また足を踏むと、同じようにブナガヤ火によって火傷させる。このブナガヤ火は通常の火と異なり、青みがかった色をしているという。かつてはブナガヤ火で子供が火傷をすると、土地の年寄りたちが呪文を唱えて火傷を消したという話もある。沖縄本島北部の大宜味村では戦後まで、旧暦8月頃に巨木の上や丘の上に小屋を立ててブナガヤの出現を夜通し待つ「アラミ」という風習が行われていたという。
人間と関わった数少ない事例では、大正7-8年頃、砂糖を作る農民の元に毎晩来ていたブナガヤを捕まえて、サーターグルマ（砂糖車）の圧搾口へ押し込んだら、潰れたらしく、血まみれになったという話がある。

沖縄県の妖怪ではキジムナーがよく知られているが、ブナガヤも地元ではキジムナーと同様に知られており、企業の名や飲食店の名にも用いられている。大宜味村でブナガヤをモチーフとした商品やイベントなどによる村おこしが行なわれており、全国から一般公募されたイラストをもとにした赤毛・半裸の少年のような姿のブナガヤがイメージキャラクターとなっている。

## 創作におけるブナガヤ
1980年以降、那覇市の画家・小浜晋がライフワークとしてブナガヤをテーマとし、絵画、絵本、ブログなどの創作活動を行っており、自然環境の良い場所に住むとされるブナガヤを通じて、平和とエコロジーを訴え続けている。2011年7月には東日本大震災にともなう福島県での放射能不安の中、子供たちの心を少しでも和ませるべく、100点のブナガヤの絵画が福島へ寄贈された。